# 芳川礦業
芳川礦業股份有限公司，前身為芳川礦業社，由陳村頭與陳榮恭於1949年3月收購在台日本人擁有的朝日煤礦而創辦。其開採的煤礦區，名為芳川煤礦，位於今台北市文山區萬芳社區的萬芳路上。1984年因景美溪水災，煤礦區因此停採，芳川礦業於同年停業。

## 歷史
台北市文山區的煤礦開採始於日治時期，當時此地共有八個煤礦區進行開採。在1945年第二次世界大戰結束時，中華民國政府取得台灣。於1945年至1949年間，強制將在台日本人遣返回日本，原本在此經營煤礦的日本人被迫出售產業。
菲律賓華僑陳榮恭原在上海經營布莊與紡織廠，因國共內戰，於1949年帶著全家，由上海搭貨輪到達台灣台北市。於當年3月，與台灣人陳村頭合資，買下朝日炭礦，創辦芳川礦業社，其開採的煤礦區也因此改名為芳川煤礦。1950年，陳村頭過世，其股份由其妻陳蔡鴛鴦繼承。礦區產量在1969年達到高峰。
1971年，芳川礦業社改組為芳川鑛業股份有限公司，由陳榮恭任董事長。
1982年，因大雨，景美溪水灌入芳川煤礦，芳川煤礦因此停工。台北市政府事後將景美溪堤坊加高一公尺，以防水患。
1984年，發生六三水災，景美溪水再度灌入芳川煤礦。因為淹水造成損失，以及當時煤礦價格變低，芳川礦業公司最終停止營業。其公司原有土地由南僑集團持有。

## 地名
台北市文山區的萬芳社區，其名稱來自於萬隆煤礦與芳川煤礦兩者的合稱。